# 글로리아 로메로
글로리아 로메로(Gloria Romero, 1933년 12월 16일~2025년 1월 25일)는 필리핀의 배우, 희극 배우이다.

## 영화
- 저스트 원 썸머(2012년)
- 페트랑 카바요(2010년) - 로라 에당 역
- 모멘츠 오브 러브(2006년)
- 아쿠아리움(2005년)
- 마그니피코(2003년)
- 스콜피오 나이트 2(1999년)
- 플라워스 오브 더 시티 제일(1984년)
- 파이트 배트맨 파이트!(1973년)
- 리칭 더 탑(1971년)